# Raczki Elbląskie
Raczki Elbląskie (niem. Unterkerbswalde) – wieś w północnej Polsce, w województwie warmińsko-mazurskim, w powiecie elbląskim, w gminie Elbląg. Usytuowana na Żuławach Wiślanych, w pobliżu jeziora Druzno.
Wieś okręgu sędziego ziemskiego Elbląga w XVII w. i XVIII w.. W latach 1975–1998 zlokalizowana w województwie elbląskim.
Według danych Głównego Urzędu Geodezji i Kartografii w Raczkach Elbląskich znajduje się depresja o głębokości 1,8 m p.p.m., która do lipca 2022 r. była uznawana za najniżej położony punkt Polski. W wyniku badań przeprowadzonych w latach 2013–2019 okazało się, że w zlokalizowanej również na Żuławach wsi Marzęcino jest kilka punktów położonych niżej, a najniższy z nich ma 2,2 m p.p.m.